# Tizguite
Tizguite  (in arabo تيزكيت‎?) è un centro abitato e comune rurale del Marocco situato nella provincia di Ifrane, regione di Fès-Meknès. Conta una popolazione di 10 693 abitanti (censimento 2014).